# SQR
SQR (Structured Query Report) est un langage de développement informatique destiné à créer des rapports à partir d'une base de données.

## Histoire
Dans le milieu des années 1980, SQ Software crée SQR. 
Au début des années 1990, SQ Software est racheté par Sybase.
SQR est distribué par Sybase puis par MITI qui devint SQRiBE Technologies en 1997, en même temps que le lancement d'un logiciel de portail (pour distribuer les rapports SQR) et d'un logiciel d'analyse décisionnelle (pour rajouter une couche OLAP aux rapports SQR). SQR est alors, et est aujourd'hui encore, embarqué dans de nombreux progiciels de gestion intégrés comme PeopleSoft et Qualiac.
En 1999, SQRiBE Technologies est racheté par Brio Technology.
En 2003, Brio est racheté par Hyperion  . 
En 2007, Hyperion est racheté par Oracle.

## Le langage
SQR est apprécié pour sa robustesse, sa précision et sa compatibilité : il fonctionne avec toutes les bases de données du marché.

## Concurrents
- Oracle Report
- Actuate
- Jasper Report (Open Source)